# Vår lilla hemlighet
Vår lilla hemlighet (engelska: Guilt) är en brittisk kriminal- och dramaserie för TV som hade premiär på BBC Scotland under 2019. Andra säsongen hade premiär under 2021 och den tredje och sista säsongen hade premiär i Storbritannien i april 2023. Den tredje säsongen visas på SVT Play med start 7 juni. Samtliga säsongen består av fyra avsnitt. Serien är skapad och skriven av Neil Forsyth.

## Handling
Serien kretsar kring två bröder (Max och Jake) som kört ihjäl en äldre man. De tror sig kommit undan rättvisan, men snart upptäcker de att de inte kan lite på någon, inte ens varandra.

## Rollista (i urval)
- Mark Bonnar - Max McCall
- Jamie Sives - Jake McCall
- Emun Elliott - Kenny Burns
- Ruth Bradley - Angie Curtis
- Phyllis Logan - Maggie Lynch
- Ellie Haddington - Sheila Gemmell
- Sara Vickers - Erin McKee
- Greg McHugh - Teddy McLean
- Henry Pettigrew - Stevie Malone
- Stewart Porter - Jim McLean
- Sian Brooke - Claire McCall